# Vezza d’Oglio
Vezza d’Oglio (lombardul: Èza) település Olaszországban, Lombardia régióban, Brescia megyében. Lakosainak száma 1463 fő (2023. január 1.). Vezza d’Oglio Grosio, Monno, Ponte di Legno, Sondalo, Temù, Edolo, Incudine és Vione községekkel határos.

## Története
Itt zajlott 1866. július 4-én a Vezza d’Oglió-i csata, amelynek során Giuseppe Garibaldi seregei sikertelenül próbálták megakadályozni a Tonale-hágón leereszkedő az osztrák seregek betörését.

## Népesség
A település lakossága az elmúlt években az alábbi módon változott:
| Lakosok száma | 1449 | 1443 | 1463 |
|               | 2017 | 2018 | 2023 |